# Distretto di Aïn Azel
Il distretto di Aïn Azel è un distretto della provincia di Sétif, in Algeria.

## Comuni
Il distretto di Aïn Azel comprende 4 comuni:
- Aïn Azel
- Aïn Lahdjar
- Beidha Bordj
- Bir Haddada